# Rejon łysiański
Rejon łysiański – jednostka administracyjna wchodząca w skład obwodu czerkaskiego Ukrainy.
Rejon utworzony w 1923, ma powierzchnię 746 km² i liczy około 24 tysięcy mieszkańców. Siedzibą władz rejonu jest Łysianka.
Na terenie rejonu znajdują się 1 osiedlowa rada i 27 silskich rad, obejmujących w sumie 35 wsi i 3 osady.

## Miejscowości rejonu
- (Босівка)
- Bojarka (Боярка)
- (Будище)
- (Бужанка)
- (Чаплинка)
- (Чеснівка)
- Dibriwka (Дібрівка)
- (Дашуківка)
- (Дубина)
- (Федюківка)
- (Ганжалівка)
- (Хижинці)
- Jabłonówka[2] (Яблунівка)
- (Кам'яний Брід)
- (Кучківка)
- Łysianka (Лисянка)
- (Мар'янівка)
- (Михайлівка)
- (Орли)
- (Петрівка-Попівка)
- (Петрівська Гута)
- Pisarzówka[3] (Писарівка)
- (Погибляк)
- (Почапинці)
- (Ріпки)
- (Розкошівка)
- (Рубаний Міст)
- (Семенівка)
- (Смільчинці)
- (Шестеринці)
- (Шубині Стави)
- (Шушківка)
- (Тихонівка)
- (Товсті Роги)
- Wereszczaki[4] (Верещаки)
- (Виноград)
- (Вотилівка)
- (Жаб'янка)
- (Журжинці)